# Völking, Volšperk
Völking je naselje v Občini Volšperk v Okraju Volšperk na Koroškem v Avstriji.